# Morti nel 1998/Gennaio
| Questa pagina contiene informazioni ricavate automaticamente dalle voci biografiche con l'ausilio del template Bio e di un bot. L'aggiornamento è periodico e automatico e ricostruisce completamente la pagina. Se manca una persona in questa lista, sei pregato di non aggiungerla, ma accertati piuttosto che la sua voce biografica contenga il template Bio e che i dati anagrafici siano correttamente compilati. Se il template Bio manca, inseriscilo tu stesso o, in alternativa, metti l'avviso {{tmp\|Bio}} che ne segnala la mancanza. Se i dati riportati sono sbagliati, correggi direttamente la voce biografica; le modifiche saranno visibili in questa lista entro pochi giorni. Per chiarimenti vedi il progetto biografie. La lista contiene solo le 126 persone che sono citate nell'enciclopedia e per le quali è stato implementato correttamente il template Bio. Pagina aggiornata al 3 mar 2024. |

- 1º gennaio - Muhamet Dibra, calciatore albanese (n. 1923)
- 1º gennaio - Franco Estil, ballerino e coreografo italiano (n. 1934)
- 1º gennaio - Piero Filippone, scenografo italiano (n. 1911)
- 1º gennaio - Romano Galeffi, filosofo italiano (n. 1915)
- 1º gennaio - James Edward Gordon, ingegnere inglese (n. 1913)
- 1º gennaio - David Schildkraut, sassofonista statunitense (n. 1925)
- 1º gennaio - Åke Seyffarth, pattinatore di velocità su ghiaccio e ciclista su strada svedese (n. 1919)
- 1º gennaio - Helen Wills Moody, tennista, pittrice e scrittrice statunitense (n. 1905)
- 2 gennaio - Alberto Albertini, calciatore italiano (n. 1907)
- 2 gennaio - Max Colpet, paroliere, scrittore e sceneggiatore statunitense (n. 1905)
- 2 gennaio - Virginia Galante Garrone, scrittrice italiana (n. 1906)
- 2 gennaio - Haxhi Lleshi, politico albanese (n. 1913)
- 2 gennaio - Vladimír Perk, calciatore cecoslovacco (n. 1920)
- 3 gennaio - Ottone d'Assia, nobile e archeologo tedesco (n. 1937)
- 3 gennaio - Carlo Ludovico Bragaglia, regista, sceneggiatore e fotografo italiano (n. 1894)
- 3 gennaio - George Shaw, giocatore di football americano statunitense (n. 1933)
- 3 gennaio - Geoffrey Watson, statistico australiano (n. 1921)
- 4 gennaio - Han Su-an, pugile sudcoreano (n. 1926)
- 4 gennaio - Giuseppe Primavera, scacchista italiano (n. 1917)
- 4 gennaio - Mae Questel, attrice e doppiatrice statunitense (n. 1908)
- 5 gennaio - Hal Baylor, attore statunitense (n. 1918)
- 5 gennaio - Sonny Bono, cantante, produttore discografico e politico statunitense (n. 1935)
- 5 gennaio - Alik Cavaliere, scultore italiano (n. 1926)
- 5 gennaio - Luciano Zotti, compositore, pianista e direttore d'orchestra italiano (n. 1934)
- 6 gennaio - Otello Colangeli, montatore italiano (n. 1912)
- 6 gennaio - Georgij Vasil'evič Sviridov, compositore sovietico (n. 1915)
- 7 gennaio - Owen Bradley, produttore discografico statunitense (n. 1915)
- 7 gennaio - Richard Hamming, matematico statunitense (n. 1915)
- 7 gennaio - Slava Met'reveli, calciatore e allenatore di calcio sovietico (n. 1936)
- 7 gennaio - Luigi Montanarini, pittore italiano (n. 1906)
- 7 gennaio - Valerio Perentin, canottiere italiano (n. 1909)
- 7 gennaio - Vladimir Prelog, chimico croato (n. 1906)
- 7 gennaio - Lawrence Treat, scrittore statunitense (n. 1903)
- 7 gennaio - Dorothy Wilson, attrice statunitense (n. 1908)
- 8 gennaio - Rui Araújo, calciatore portoghese (n. 1910)
- 8 gennaio - Erwin Blasl, pallanuotista austriaco (n. 1911)
- 8 gennaio - Tony Lavelli, cestista statunitense (n. 1926)
- 8 gennaio - Albino Mensa, arcivescovo cattolico italiano (n. 1916)
- 8 gennaio - Max Morris, cestista e giocatore di football americano statunitense (n. 1925)
- 8 gennaio - Elio Polimeno, attore italiano (n. 1943)
- 8 gennaio - Michael Tippett, compositore britannico (n. 1905)
- 9 gennaio - Ken'ichi Fukui, chimico giapponese (n. 1918)
- 9 gennaio - Alberto Isaac, nuotatore, regista e sceneggiatore messicano (n. 1923)
- 9 gennaio - Imi Lichtenfeld, artista marziale e militare israeliano (n. 1910)
- 9 gennaio - Lia Manoliu, discobola rumena (n. 1932)
- 10 gennaio - Mona May Karff, scacchista statunitense (n. 1908)
- 11 gennaio - Win Mortimer, fumettista canadese (n. 1919)
- 11 gennaio - Ellis Rabb, regista e attore statunitense (n. 1930)
- 11 gennaio - Klaus Tennstedt, direttore d'orchestra tedesco (n. 1926)
- 11 gennaio - John Wells, attore e sceneggiatore britannico (n. 1936)
- 12 gennaio - Clyde Elmer Anderson, politico statunitense (n. 1916)
- 12 gennaio - Roger Clark, pilota di rally britannico (n. 1939)
- 12 gennaio - Adriano Guerrieri, generale italiano (n. 1916)
- 12 gennaio - Marcello Minotto, scultore, orafo e disegnatore italiano (n. 1906)
- 12 gennaio - Phyllis Nelson, cantante statunitense (n. 1950)
- 12 gennaio - Ramón Sampedro, scrittore spagnolo (n. 1943)
- 13 gennaio - Bob Martin, cantante austriaco (n. 1922)
- 14 gennaio - Tony De Vita, pianista, compositore e arrangiatore italiano (n. 1932)
- 15 gennaio - Georg Eisler, pittore austriaco (n. 1928)
- 15 gennaio - Gennadij Vasil'evič Kolbin, politico sovietico (n. 1927)
- 15 gennaio - Duncan McNaughton, altista canadese (n. 1910)
- 15 gennaio - Gulzarilal Nanda, politico indiano (n. 1898)
- 15 gennaio - Ahmed Oudjani, calciatore algerino (n. 1937)
- 15 gennaio - Marcello Rossi, baritono italiano (n. 1913)
- 15 gennaio - Boris Tatušin, calciatore e allenatore di calcio sovietico (n. 1933)
- 15 gennaio - Junior Wells, armonicista statunitense (n. 1934)
- 16 gennaio - Franco Franchi, cantante e paroliere italiano (n. 1929)
- 16 gennaio - Alphonse Gangitano, mafioso australiano (n. 1957)
- 16 gennaio - Yoshiyuki Kuwano, bibliotecario giapponese (n. 1931)
- 16 gennaio - Lorenzo Mongiardino, architetto italiano (n. 1916)
- 17 gennaio - Junior Kimbrough, musicista statunitense (n. 1930)
- 17 gennaio - Josep Obiols, calciatore spagnolo (n. 1907)
- 17 gennaio - Angelo Luigi Stoppa, religioso e storico italiano (n. 1915)
- 17 gennaio - Luís Trochillo, calciatore brasiliano (n. 1930)
- 18 gennaio - Joan Banks, attrice statunitense (n. 1918)
- 18 gennaio - Josef Schneider, arcivescovo cattolico tedesco (n. 1906)
- 18 gennaio - Josip Uhač, arcivescovo cattolico croato (n. 1924)
- 18 gennaio - James Villiers, attore britannico (n. 1933)
- 19 gennaio - Mario Belardinelli, tennista e dirigente sportivo italiano (n. 1919)
- 19 gennaio - Cornelis Kalkman, botanico olandese (n. 1928)
- 19 gennaio - Al Negratti, cestista, allenatore di pallacanestro e dirigente sportivo statunitense (n. 1921)
- 19 gennaio - Carl Perkins, cantante, compositore e chitarrista statunitense (n. 1932)
- 19 gennaio - Sebastiano Romeo, mafioso italiano (n. 1931)
- 20 gennaio - Bobo Brazil, wrestler statunitense (n. 1924)
- 20 gennaio - Mario Tozi, calciatore italiano (n. 1920)
- 21 gennaio - Laura Gianoli, doppiatrice, attrice e regista teatrale italiana (n. 1932)
- 21 gennaio - Yoshifumi Kondō, regista e animatore giapponese (n. 1950)
- 21 gennaio - Jack Lord, attore statunitense (n. 1920)
- 21 gennaio - Ralph C. Smith, generale statunitense (n. 1893)
- 21 gennaio - Louis Thiétard, ciclista su strada francese (n. 1910)
- 22 gennaio - Alfredo Ormando, poeta e scrittore italiano (n. 1958)
- 22 gennaio - Nino Pirrotta, musicologo italiano (n. 1908)
- 23 gennaio - Luigi Colonna, politico italiano (n. 1927)
- 23 gennaio - Victor Pasmore, pittore inglese (n. 1908)
- 23 gennaio - Ernest Peirce, pugile sudafricano (n. 1909)
- 23 gennaio - Mohammad Yusuf, politico afghano (n. 1917)
- 23 gennaio - Federico Giosia di Sassonia-Coburgo-Gotha, nobile tedesco (n. 1918)
- 24 gennaio - Mirosław Justek, calciatore polacco (n. 1948)
- 24 gennaio - Nodar Akhalkatsi, calciatore e allenatore di calcio sovietico (n. 1938)
- 24 gennaio - Bob Russell, conduttore televisivo statunitense (n. 1908)
- 24 gennaio - Cor Wilders, calciatore olandese (n. 1914)
- 26 gennaio - Francesco Fedeli, pittore italiano (n. 1911)
- 26 gennaio - Piero Leonardi, geologo e paleontologo italiano (n. 1908)
- 26 gennaio - Lee Moses, cantautore, chitarrista e polistrumentista statunitense (n. 1941)
- 26 gennaio - Mario Schifano, pittore e regista italiano (n. 1934)
- 26 gennaio - Shinichi Suzuki, musicista, filosofo e educatore giapponese (n. 1898)
- 27 gennaio - Luigi Cagni, assiriologo e ebraista italiano (n. 1929)
- 27 gennaio - Assia Noris, attrice russa (n. 1912)
- 27 gennaio - Geoffrey Trease, scrittore britannico (n. 1909)
- 27 gennaio - Joop van Woerkom, pallanuotista olandese (n. 1912)
- 28 gennaio - Louis Chaillot, pistard francese (n. 1914)
- 28 gennaio - Guido Guidi, pittore italiano (n. 1901)
- 28 gennaio - Joe Holup, cestista e allenatore di pallacanestro statunitense (n. 1934)
- 28 gennaio - Shōtarō Ishinomori, fumettista giapponese (n. 1938)
- 28 gennaio - Mario Attilio Levi, storico e archeologo italiano (n. 1902)
- 29 gennaio - Joseph Alioto, politico statunitense (n. 1916)
- 29 gennaio - Ugo Bologna, attore, doppiatore e militare italiano (n. 1917)
- 29 gennaio - Giancarlo Cesaroni, produttore discografico e dirigente d'azienda italiano (n. 1933)
- 29 gennaio - Rob Mulders, ciclista su strada olandese (n. 1967)
- 30 gennaio - Richard Cassilly, tenore statunitense (n. 1927)
- 30 gennaio - Samuel Eilenberg, matematico polacco (n. 1913)
- 30 gennaio - Ferdy Mayne, attore tedesco (n. 1916)
- 31 gennaio - Meir Agassi, scrittore e pittore israeliano (n. 1947)
- 31 gennaio - Giovanni Brevi, presbitero, missionario e militare italiano (n. 1908)
- 31 gennaio - Luigi Compagnone, giornalista, scrittore e poeta italiano (n. 1915)
- 31 gennaio - Amedeo Massari, editore italiano (n. 1926)